# 루이지아나 스토리
루이지아나 스토리(Louisiana Story)는 미국에서 제작된 로버트 J. 플라어티 감독의 1948년 다큐멘터리 영화이다. 로버트 J. 플라어티 등이 제작에 참여하였다. 1949년 영화의 악보가 음악 부문 퓰리처상에 선정되었다.
이 영화는 문화적, 역사적, 미적 중요성으로 인해 미국 의회도서관에 의해 미국 국립영화등기부의 보존물로 선정되었다.

## 같이 보기
- 다큐픽션